# Нулевой морфизм
В теории категорий нулевой морфизм — это морфизм, обобщающий свойства линейных отображений в ноль.

## Определение
Пусть C — категория, и f : X → Y — морфизм в C. f называется постоянным морфизмом, если для любого объекта W в C и любых g, h : W → X, fg = fh. Соответственно, f называется копостоянным морфизмом, если для любого объекта Z и любых g, h ∈ MorC(Y, Z), gf = hf. Нулевой морфизм — это морфизм, являющийся одновременно постоянным и копостоянным.
Категория с нулевыми морфизмами — это категория, в которой для любых двух объектов A и B зафиксирован морфизм 0AB : A → B, такой что для любых объектов X, Y, Z в C и любых морфизмов f : Y → Z, g : X → Y следующая диаграмма коммутативна:
Тогда морфизмы 0XY обязательно являются нулевыми. Если C — категория с нулевыми морфизмами, то 0XY определены однозначно.

## Примеры
- В категории групп (или модулей) нулевой морфизм — это гомоморфизм f : G → H, отображающий все элементы G в нейтральный элемент H. нулевой объект в категории групп — это тривиальная группа 1 = {1}. Каждый нулевой морфизм проносится через 1, то есть f : G → 1 → H.

- Более общо, пусть C — категория с нулевым объектом 0. Тогда для любых двух объектов X и Y существует единственная последовательность морфизмов

0XY : X → 0 → Y
Семейство таких морфизмов снабжает C структурой категории с нулевыми морфизмами.
- Если C — предаддитивная категория, то каждое множество морфизмов set Mor(X,Y) является абелевой группой и имеет нулевой элемент. Эти нулевые элементы образуют семейство нулевых морфизмов, делая C категорией с нулевыми морфизмами.

- Категория множеств не имеет нулевого объекта, но имеет начальный объект, пустое множество ∅. Единственные копостоянные функции в Set — это функции вида ∅ → X.